# Crotalus pyrrhus
Espèce
Synonymes
- Caudisona pyrrha Cope, 1867
- Crotalus mitchellii pyrrhus (Cope, 1867)
- Crotalus mitchellii muertensis Klauber, 1949

Statut de conservation UICN

 LC  : Préoccupation mineure
Crotalus pyrrhus est une espèce de serpents de la famille des Viperidae.

## Répartition
Cette espèce se rencontre :
- aux États-Unis dans le sud de la Californie, dans le sud-ouest du Nevada, dans le sud-ouest de l'Utah et en Arizona ;
- au Mexique dans le nord-ouest du Sonora et en Basse-Californie.

## Publication originale
- Cope, 1867 "1866" : On the Reptilia and Batrachia of the Sonoran Province of the Nearctic region. Proceedings of the Academy of Natural Sciences of Philadelphia, vol. 18, p. 300-314 (texte intégral).